# Memphrémagog
A Regionalidade Municipal do Condado de Memphrémagog está situada na região de Estrie na província canadense de Quebec. Com uma área de mais de mil quilómetros quadrados, tem, segundo o censo de 2006, uma população de cerca de quarenta e quatro mil pessoas sendo comandada pela cidade de Magog. Ela é composta por 17 municipalidades: 2 cidades, 8 municípios, 4 cantões e 3 aldeias.

## Municipalidades

### Cidades
- Magog
- Stanstead

### Municípios
- Austin
- Bolton-Est
- Eastman
- Hatley
- Ogden
- Saint-Benoît-du-Lac
- Sainte-Catherine-de-Hatley
- Saint-Étienne-de-Bolton

### Cantões
- Hatley
- Orford
- Potton
- Stanstead

### Aldeias
- Ayer's Cliff
- North Hatley
- Stukely-Sud